# Дуги лишњачни мишић
Дуги лишњачни мишић један је од мишића потколенице који се налази површно у њеном бочном делу, заједно са кратким лишњачним мишићем  (лат. m. peroneus seu fibularis brevis).  Он се пружа од проксималног аспекта фибуле до медијалне клинасте и прве метатарзалне кости.  Инервисан је површинским ђивцем листа (Л5, С1). Главна функција овог мишића је да произведе плантарну флексију и еверзију стопала на скочном зглобу.

## Анатомија
Дуги лишњачни мишић настаје у пределу главе и горње две трећине бочне, или спољашње, површине фибуле, од дубоке површине фасције и од везивног ткива између ње и мишића на предњој и задњој страни ноге. . Повремено га повезује и неколико влакана са бочним кондилом голењаче. Између места припојаа мишића за главу и тело лишњаче налази се процеп кроз који заједнички лишњачин живац пролази до предњег дела ноге. 
Мишић се завршава дугом тетивом, која се протеже иза латералног малеолуса скочног зглоба у жлебу који дели са тетивом кратког лишњачиног мишића; жлеб се претвара у канал горњим лишњачним ретинакулумом, а тетиве у њему су садржане у заједничком мукозном омотачу. 
Тетива се затим протеже напред под углом преко латералне стране стопала, испод лишњачне трохлеје и тетиве кратког лишњачног мишића, и испод поклопца доњег лишњачног ретинакулума.  Затим пролази испод у жлеб који се претвара у канал дугим плантарним лигаментом. Тетива затим прелази под углом преко табана и убацује се у бочну страну основе прве метатарзалне и бочне стране медијалног клинасте кости. Повремено, такође шаље делове у базу друге метатарзалне кости. 
Тетива мења правац у две тачке: прво, иза бочног малеола; друго, на коцкастој кости. На обе ове локације, тетива је задебљана. Код кубоида, фиброхрскавични сесамоид (понекад сесамоидна кост) обично се развија у супстанци тетиве. 
Дуги лишњачни мишић се инервише од површинског лишњачиног нерва, који настаје из петог лумбалног и првог сакралног корена кичмене мождине. 

## Функција
Функционално, бочни одељак ноге изазива еверзију и плантарну флексију скочног зглоба. и док талокурални зглоб дозвољава само флексију и екстензију,  инверзија и еверзија се у ствари дешавају у субталарном зглобу. Мишићи који изазивају инверзију укључују предњи голењачин мишић  (lat. m. tibialis anterior)  и задњи голењачин мишић   (lat. musculus tibialis posterior) . Мишићи бочног одељка раде са задњим мишићем голењаче  (који је такође плантарфлексор) да би се супротставили деловању мишића дорсифлексора (предњи голењачки мишић  и трећи лишњачин мишић (lat. musculus peroneus tertius)).

## Галерија
- Bones of the right leg, anterior surface
- Left calcaneus, inferior surface
- Left calcaneus, lateral surface
- Coronal section through right talocrural and talocalcaneal joints
- Fibularis (peroneus) longus labeled at right
- Cross-section through middle of leg
- The popliteal, posterior tibial, and fibular arteries
- Deep nerves of the front of the leg
- Back of left lower extremity
- Lateral aspect of right leg
- Muscles of leg (lateral view, deep dissection)